# 미요시정 (에히메현)
미요시정(三芳町)은 에히메현 슈소군에 설치되었던 정이다. 현재의 사이조시에 해당한다.